# W-33
W-33 — тральщик Імперського флоту Японії, який взяв участь у Другій світовій війні.
Корабель, який належав до типу W-19, спорудили у 1943 році на верфі Yokohama Dock у Йокогамі.
Від середини серпня 1943-го W-33 кілька тижнів ніс патрульно-ескортну службу біля східного узбережжя Японського архіпелагу з базуванням на порт Саєкі (північно-східне завершення Кюсю). У середини вересня тральщик пройшов до Йокосуки, звідки 20—23 вересня супроводив конвой № 3919 до Тітідзіми (острови Огасавара). 26 серпня W-33 повернувся до Токійської затоки, приєднавшись до загону, що охороняв пошкоджений ескортний авіаносець «Тайо», який вели на буксирі для ремонту в метрополії. 
Більшу частину жовтня 1943-го W-33 супроводжував конвої на трасі між Токійською затокою і Кобе, а 26 жовтня – 2 листопада здійснив новий рейс до Тітідзіми. Далі майже до кінця листопада тральщик ніс патрульно-ескортну службу біля східного узбережжя Японії, під час якої, зокрема, відвідав Муроран (порт на півдні Хоккайдо).
28 листопада 1943-го W-33 прибув до Сасебо (обернене до Східнокитайського моря узбережжя Кюсю), де був включений до 1-го дивізіону тральщиків, а 13—20 грудня супроводив конвой з Моджі (порт у протоці Сімоносекі, що розділяє Кюсюс і Хонсю) до Такао (наразі Гаосюн на Тайвані), при цьому ворожа субмарина змогла пошкодити два танкери.
У першій половині 1944-го W-33 пройшов тривалий ремонт, що завершився 16 червня, після чого узявся до патрульно-ескортної служби з базуванням на Онагаву (північно-східне узбережжя Хонсю), що тривала до самої загибелі корабля. 10 липня 1945-го, коли W-33 разом зі ще двома кораблями супроводжував транспорт, загін був атакований підводним човном, який потопив інший тральщик W-27.
9 серпня 1945-го якірну стоянку в затоці Онагава атакували літаки з британського авіаносця HMS Formidable. Їм вдалось потопити кілька кораблів і серед них W-33.